# لاشا تالاخادز
لاشا تالاخادز ((بالجورجية: ლაშა ტალახაძე); ولد في 2 تشرين الأول 1993 في ساشخيري) هو رباع جورجي نافس عن فئة وزن +105 كجم .

## وصلات خارجية
- لاشا تالاخادز على موقع الاتحاد الدولي (الإنجليزية)
- لاشا تالاخادز على موقع مشروع نتائج رفع الأثقال الدولية (الإنجليزية)
- لاشا تالاخادز على موقع IAT Database Weightlifting (الألمانية)
- لاشا تالاخادز على موقع اللجنة الأولمبية الدولية (الإنجليزية)
- لاشا تالاخادز على موقع أوليمبيديا (الإنجليزية)